# Sistema de cámara suspendida por cable

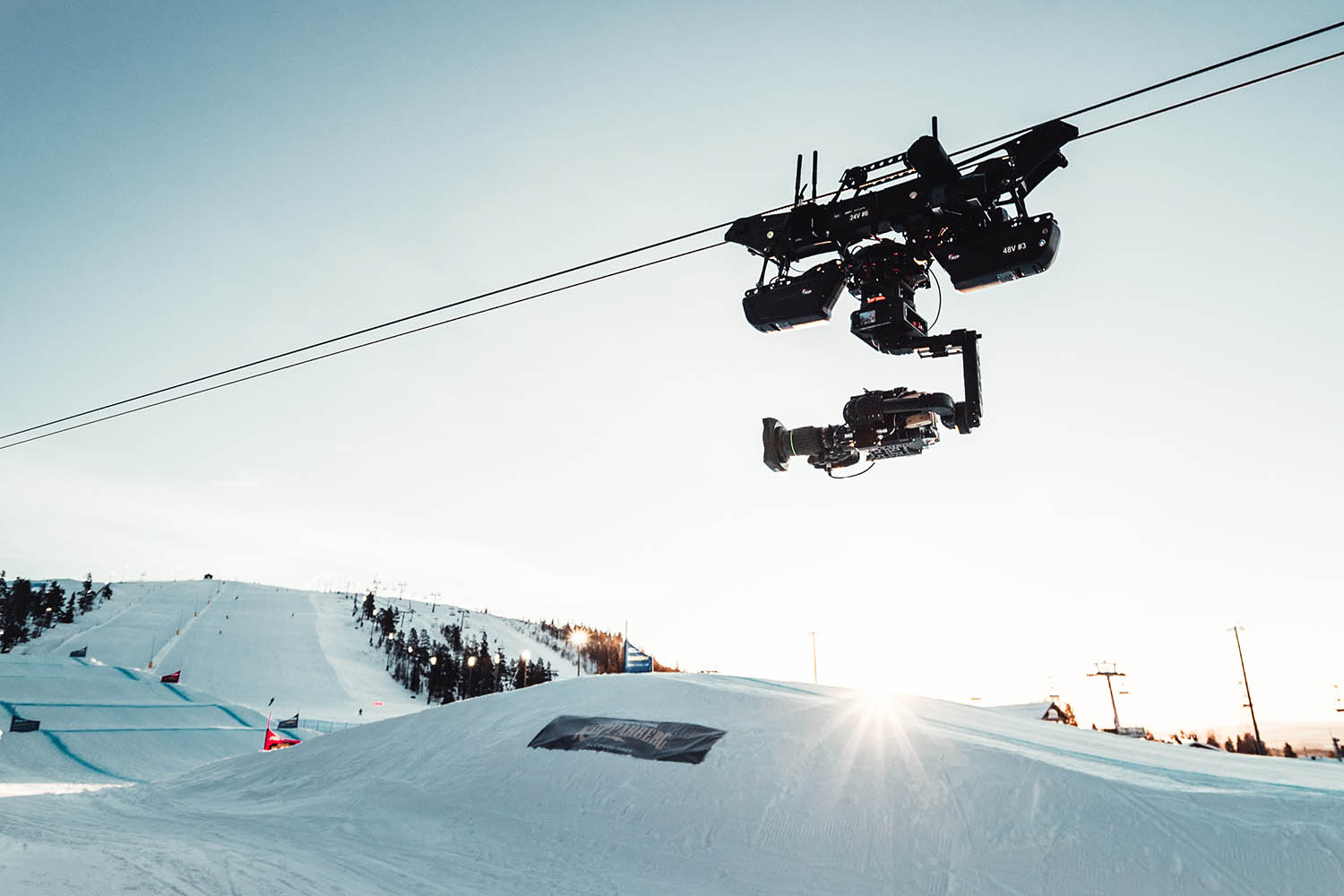
Sistema de cámara por cable 1D (punto a punto) para retransmisiones televisivas en directo de deportes y eventos - Defy Dactylcam y cabezal de cámara estabilizado Newton.

Un sistema de cámara suspendida por cable es un sistema de cables encima o a lo largo de un área que se va a filmar o grabar en video, sobre o a lo largo del cual se desplaza un cabezal de cámara adjunto para lograr los ángulos de cámara requeridos .
Hay dos tipos generales de sistemas de cámaras suspendidas por cable: tipos de cable fijo y de cable móvil.

## Tipo de cable fijo
En los sistemas de cámara suspendida por cable de tipo cable fijo, el cable se fija en puntos de anclaje fijos y un cabezal de cámara motorizado se desplaza a lo largo del cable fijo. Este tipo de sistema puede resultar ventajoso en distancias más largas y donde puede resultar difícil instalar cabrestantes con cables móviles o en zonas de exclusión aérea. Algunos casos de uso tienen un cabezal de cámara que recorre el suelo en modo carro para una especie de toma de seguimiento.
En los últimos años, los sistemas de cámaras suspendidas con cable fijo se han vuelto populares para transmisiones profesionales de televisión en vivo y producción cinematográfica para filmar eventos deportivos y de entretenimiento. Un sistema muy utilizado es el Defy Dactylcam, que se desplaza a lo largo del cable con un motor, y el cabezal de cámara estabilizado Newton que controla la cámara y el objetivo. Este sistema se utiliza, por ejemplo, en la retransmisión televisiva en directo de la Major League Baseball, la UEFA (fútbol), el atletismo, los conciertos y las competiciones de esquí.
También ha habido un aumento de sistemas de cámara por cable para aficionados de bajo presupuesto para cámaras de acción e incluso teléfonos móviles que se utilizan para: vídeos de deportes de aficionados, vídeos de pasatiempos, películas y vídeos de bajo presupuesto, fotografía y secuencias en movimiento en lapso de tiempo.
Algunas de las empresas que venden sistemas de cámaras suspendidas con cable fijo son: Newton Nordic, Flyline, Defy Products, High Sight, Wiral  y Syrp.

## Tipo de cable móvil
En los sistemas de cámara suspendida por cable del tipo de cable móvil, los cables están sujetos a cabrestantes en sus extremos para permitir el movimiento de un cabezal de cámara adjunto entre múltiples cables. Existen varias variantes de sistemas de cámaras suspendidas por cable de tipo cable móvil, que incluyen:
- Sistemas de cámaras suspendidas por cable tipo cable móvil 3D, también conocidos como sistemas de cámaras voladoras suspendidas, con cuatro cables que mueven un cabezal de cámara adjunto en tres dimensiones.
- Sistemas de cámara suspendidos por cable del tipo de cable móvil 2D, con dos cables que mueven un cabezal de cámara adjunto vertical y horizontalmente.
- Sistemas de cámara suspendida por cable de tipo punto a punto (1D) en los que hay un cable que tira de un cabezal de cámara adjunto entre dos puntos fijos.

### Cable móvil 3D

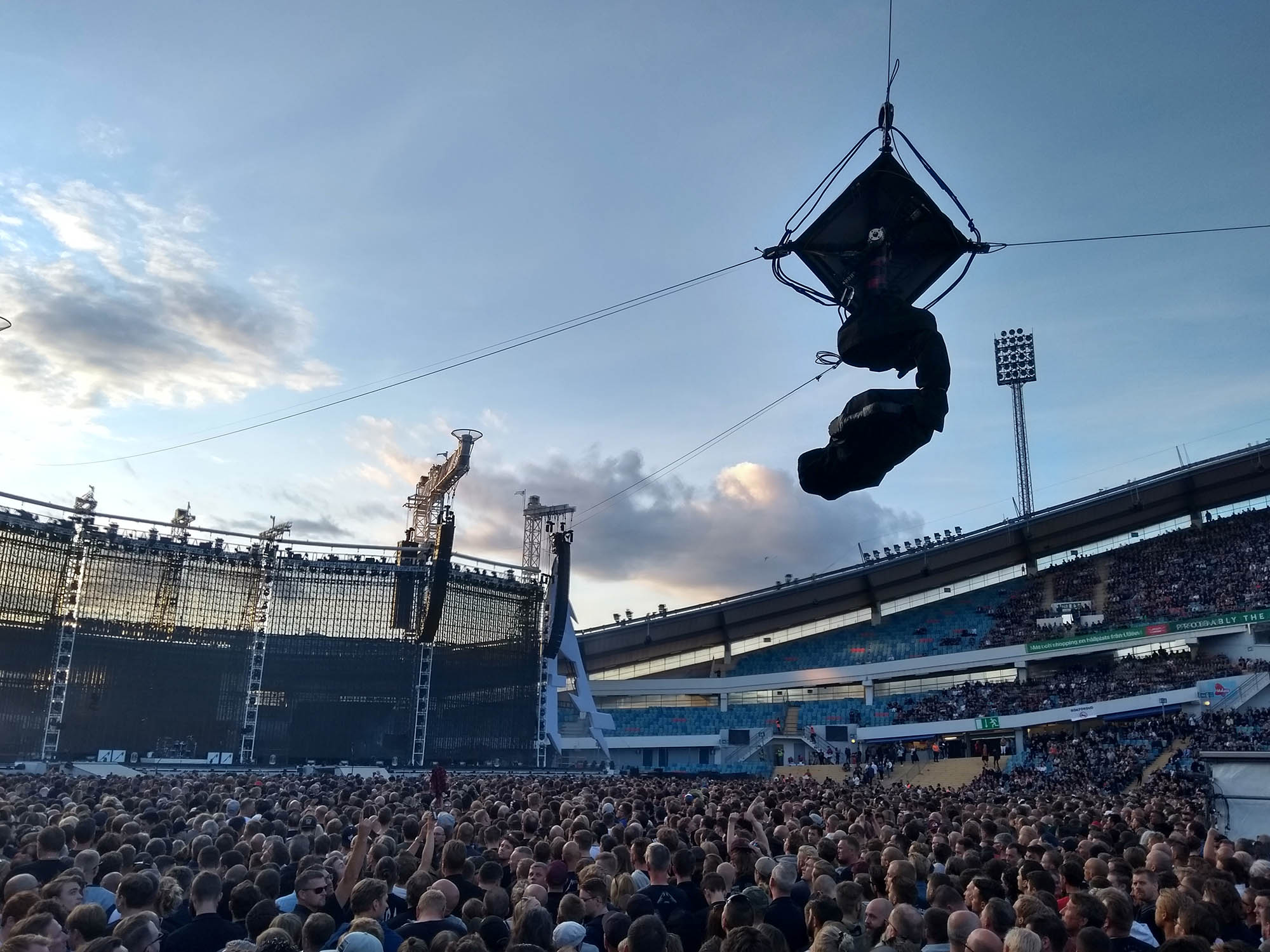
Cámara de cable 3D - Spidercam Light con cabezal estabilizado Newton en la gira Metallica 2019

Los sistemas de cámaras suspendidas por cable tipo cable móvil 3D, también conocidos como sistemas de cámaras voladoras suspendidas, son utilizados por emisoras y empresas de producción de vídeo para crear secuencias de vídeo dinámicas de eventos deportivos y culturales como conciertos. Son un tipo de robot de cable.
Las ventajas incluyen reducir o eliminar la necesidad de tomas con grúa, utilizando grúas o brazos para cámara que podrían obstruir las líneas de visión de los espectadores, ocupar un espacio valioso o interferir con una toma.
Los sistemas comerciales de cámara 3D suspendida por cable tipo cable móvil incluyen: Spydercam, Skycam, Spidercam y RobyCam 3D.
Los eventos que se han fotografiado utilizando sistemas de cámara suspendidos por cable tipo cable móvil en 3D incluyen: juegos de la NFL (por ejemplo, cuando Skycam capturó el touchdown de regreso de patada inicial de 102 yardas de Cordarrelle Patterson de los Chicago Bears el 20 de octubre de 2019), eventos de WWE, tenis, críquet, rugby, fútbol, conciertos (Spidercam), natación y deportes electrónicos (RobyCam). 

### Cable móvil 2D
Los sistemas de cámara suspendida por cable tipo cable móvil 2D generalmente se mueven en los planos horizontal (X) y vertical (Z). Los organismos de radiodifusión y las empresas de producción de video utilizan para crear secuencias de video dinámicas donde otros tipos de sistemas no son prácticos o imposibles de configurar debido a lugar/ubicación.
Los sistemas comerciales de cámara suspendida por cable tipo cable móvil 2D incluyen RobyCam 2D y CamCat's CamCat 2D. and the RTS RopeClimber que se ha utilizado, por ejemplo, en los Oscar 2019 y Oscar 2020

### Cable móvil punto a punto (1D)
Los sistemas de cámara suspendidos por cable tipo cable móvil punto a punto se utilizan para dibujar un cabezal de cámara o plataforma rodante entre dos puntos fijos. Estos sistemas tienden a moverse más rápido que los sistemas 3D y 2D y, por tanto, se utilizan para deportes en los que la velocidad es un factor, como las carreras de caballos, el esquí y los deportes extremos.
Los sistemas comerciales de cámara suspendida por cable tipo cable móvil punto a punto (1D) incluyen Robyline (utilizado en la Copa del Mundo de Biatlón, la Copa del Mundo de Esquí Alpino> y la Supercopa de Italia).